# Águas Vivas
Águas Vivas (Mirandesisch: Augas Bibas) ist eine Ortschaft und ehemalige Gemeinde im Nordosten Portugals. Wie die umliegende ländliche Region ist auch Águas Vivas stark von Abwanderung und Überalterung betroffen.

## Geografie
In der Hochebene des Alto Trás-os-Montes gelegen, ist der Ort etwa 15 km entfernt von der östlich gelegenen Kreisstadt Miranda do Douro, und etwa 60 km von der nördlich gelegenen Distrikthauptstadt Bragança.

## Geschichte
Der Ort wurde vermutlich durch christliche Siedler im Verlauf der Reconquista gegründet, begünstigt durch die hier reichlich vorkommenden Quellen klaren Wassers. So bedeutet Águas Vivas auf Deutsch Lebendige Wasser. Nach Gründung des unabhängigen Königreich Portugals 1139 wurde Águas Vivas Teil der Gemeinde Palaçoulo.
Im Siebenjährigen Krieg traten im Frühjahr 1762 Truppen des Königreich Spaniens bei Miranda do Douro über die Grenze und lieferten sich in der Gegend von Águas Vivas Gefechte mit Widerstandstruppen, die sich aus lokalen Milizen und regulären Einheiten der portugiesischen Krone formierten. Der 1984 von Regisseur Fernando Matos Silva gedrehte Film Guerra de Mirandum (dt.: Krieg von Mirandum), u. a. mit Teresa Madruga und Ruy Furtado, behandelt diese historische Episode, und wurde zum Teil im Gebiet von Águas Vivas aufgenommen.
Die Gemeinde erlebte dank des unweit geförderten Wolframs, das im Zweiten Weltkrieg stark nachgefragt wurde, einen deutlichen Aufschwung. Nach dem zunehmenden Bedeutungsverlust der Minen in der zweiten Hälfte des 20. Jahrhunderts wanderte dann etwa ein Drittel der Bevölkerung aus, vor allem in die aufstrebenden Industriegebiete Frankreichs und Deutschlands. Nach der Nelkenrevolution 1974 und dem wirtschaftlichen Aufschwung des Landes, beschleunigt durch seinen EU-Beitritt 1986, nahm die Bevölkerung hier wieder zu. Am 12. Juli 2001 wurde Águas Vivas aus der Gemeinde Palaçoulo herausgelöst und eigenständig.
Im Zuge der Gebietsreform vom 29. September 2013 wurde sie mit ehemaligen Gemeinde Silva zur Gemeinde União das Freguesias de Silva e Águas Vivas zusammengelegt.

## Verwaltung
Águas Vivas war Sitz einer gleichnamigen Gemeinde (Freguesia) im Kreis (Concelho) von Miranda do Douro im Distrikt Braganç. In ihr leben 163 Einwohner auf einer Fläche von 10 km² (Stand 30. Juni 2011).
Die Gemeinde bestand nur aus dem namensgebenden Ort.
Mit der Gebietsreform 2013 wurde die Gemeinde aufgelöst und der neuentstandenen Gemeinde Silva e Águas Vivas angegliedert.

## Kultur, Sport und Sehenswürdigkeiten
Die Igreja de Santa Catarina, die Gemeindekirche (Igreja Paroquial de Águas Vivas), steht seit 2003 unter Denkmalschutz.
Der Verein Associação Cultural e Recreativa de Águas Vivas ist ein bedeutender kultureller Motor in der Gemeinde.